# ウクライナ国家特別輸送局
ウクライナ国家特別輸送局(ウクライナ語: Державна спеціальна служба транспорту、略称:ДССТ、DSST）は、ウクライナインフラ省傘下の準軍事組織。以降特筆すべきことがない限りDSSTとする。特別な機会や平時における輸送を運営するために創設された。
2017年末のウクライナの「国家特別輸送局に関する法律」の改正に従って部隊の編成が変更された。改正前の混成部隊と独立部隊は旅団、連隊、独立した大隊に再編された。
2025年1月、ゼレンスキー大統領は毎年の2月5日を国家特別輸送局の日とした。

## 任務
DSSTの任務としては、
- ウクライナ軍、およびウクライナの法律に従って創設されたその他の軍事組織の活動を保証するため、ウクライナの全国の交通システムの場所における技術的収束、改修、および障壁の設置。
- 平時及び戒厳令中の、全国の交通システムのための施設の新設、修繕、耐用年数の延長。
- 緊急事態、事故、テロ等の人為的及び自然的災害による影響を受けた交通、通信の復旧。
- 平時および戒厳令下におけるウクライナの国家輸送システムの設備の保護。
- 国防への参加およびウクライナの国家輸送システムの効率的な運用に関連する追加任務の遂行。

また、DSSTの施設における爆発物の除去もDSSTが担当している。 同任務は、NATOやOSCE、アメリカ欧州軍と連携している。IMSMAの地雷対策活動では、情報管理システム局から支援を受けるとともに、最新の地雷探知機、オフロード車、防護・通信装備、GPSナビゲーター、その他装備も使用された。

## 歴史
ドンバス戦争では、統合軍事作戦（OOC）地域の5個地雷除去部隊が活動した。

### ロシアによるウクライナ侵攻
2022年ロシアのウクライナ侵攻によりDSSTの重要性が再燃した。DSSTは西側諸国の支援を受け、正規軍と予備軍の戦闘に加え、国家特別輸送局の任務も果たした。チェルニーヒウに拠点を置く第8訓練センターは、チェルニーヒウの戦いにおいて、橋梁と通信線の防衛に重要な役割を果たした。

## 編成
ウクライナ国家特別輸送局は、以下の編成が取られている。
- ウクライナ国家特別輸送局司令部（キーウ、軍部隊Т0100）
  -  第1独立旅団（リヴィウ、軍部隊Т0110）
  -  第26独立旅団（ドニプロ、軍部隊Т0120）
  -  第36道路修復旅団（ウクライナ語版）（コノトプ、軍部隊Т0330）
  -  第194ポンツーン旅団（ウクライナ語版）（サマル、軍部隊Т0320）
  -  第195鉄道設備中央基地（キーウ、軍部隊Т0710）
  -  第710保安旅団（軍部隊Т0910）
  -  第711地雷除去旅団（チョープ（ウクライナ語版）、軍部隊Т0950）
  -  第756保安旅団（軍部隊Т0930）
  -  第762保安旅団（軍部隊Т0940）
  -  第783作戦準備旅団（軍部隊Т0920）
  -  第7独立特殊作戦旅団（キーウ、軍部隊Т0960）

### 教育・訓練機関
- ウクライナ国立科学技術大学（ウクライナ語版、英語版）国家特別輸送局専門家軍事訓練部（ドニプロ）
- 第8訓練センター（ウクライナ語版）（チェルニーヒウ、軍部隊Т0500）